# Damernas 49 kg i tyngdlyftning vid olympiska sommarspelen 2024
Mall:Tyngdlyftning vid olympiska sommarspelen 2024
Damernas tyngdlyftning i 49-kilosklassen vid olympiska sommarspelen 2024 hölls den 7 augusti 2024 i Paris Expo Porte de Versailles i Paris i Frankrike.

## Rekord
Innan tävlingens start gällde följande rekord.
| Världsrekord     | Ryck   | Hou Zhihui (CHN)  | 97 kg  | Phuket, Thailand     | 1 april 2024    |  |
| Världsrekord     | Stöt   | Ri Song-gum (PRK) | 125 kg | Tasjkent, Uzbekistan | 4 februari 2024 |  |
| Världsrekord     | Totalt | Ri Song-gum (PRK) | 221 kg | Phuket, Thailand     | 1 april 2024    |  |
|                  |        |                   |        |                      |                 |  |
| Olympiska rekord | Ryck   | Hou Zhihui (CHN)  | 94 kg  | Tokyo, Japan         | 24 juli 2021    |  |
| Olympiska rekord | Stöt   | Hou Zhihui (CHN)  | 116 kg | Tokyo, Japan         | 24 juli 2021    |  |
| Olympiska rekord | Totalt | Hou Zhihui (CHN)  | 210 kg | Tokyo, Japan         | 24 juli 2021    |  |

Följande nya rekord noterades under tävlingen:
| Gren | Idrottare        | Rekord | Typ av rekord |
| ---- | ---------------- | ------ | ------------- |
| Stöt | Hou Zhihui (CHN) | 117 kg | 0OR0          |

## Resultat
| Placering | Idrottare             | Nation                  | Ryck (kg) | Ryck (kg) | Ryck (kg) | Ryck (kg) | Stöt (kg) | Stöt (kg) | Stöt (kg) | Stöt (kg) | Totalt |
| Placering | Idrottare             | Nation                  | 1         | 2         | 3         | Resultat  | 1         | 2         | 3         | Resultat  | Totalt |
| --------- | --------------------- | ----------------------- | --------- | --------- | --------- | --------- | --------- | --------- | --------- | --------- | ------ |
| 1         | Hou Zhihui            | Kina                    | 89        | 89        | 93        | 89        | 110       | 117       | 117       | 117 0OR0  | 206    |
| 2         | Mihaela Cambei        | Rumänien                | 89        | 91        | 93        | 93        | 106       | 110       | 112       | 112       | 205    |
| 3         | Surodchana Khambao    | Thailand                | 86        | 88        | 88        | 88        | 110       | 112       | 114       | 112       | 200    |
| 4         | Saikhom Mirabai Chanu | Indien                  | 85        | 88        | 88        | 88        | 111       | 111       | 114       | 111       | 199    |
| 5         | Jourdan Delacruz      | USA                     | 84        | 87        | 88        | 84        | 105       | 110       | 111       | 111       | 195    |
| 6         | Fang Wan-ling         | Kinesiska Taipei        | 80        | 83        | 86        | 86        | 102       | 106       | 107       | 107       | 193    |
| 7         | Beatriz Pirón         | Dominikanska republiken | 85        | 88        | 88        | 85        | 102       | 107       | 110       | 107       | 192    |
| 8         | Rira Suzuki           | Japan                   | 83        | 85        | 85        | 83        | 108       | 112       | 117       | 108       | 191    |
| 9         | Katherin Echandia     | Venezuela               | 83        | 86        | 86        | 83        | 105       | 107       | 109       | 105       | 188    |
| 10        | Rosina Randafiarison  | Madagaskar              | 75        | 80        | 83        | 80        | 95        | 100       | 100       | 100       | 180    |
| 11        | Nicola Lagatao        | Guam                    | 56        | 59        | 62        | 59        | 74        | 77        | 79        | 77        | 136    |
| —         | Nina Sterckx          | Belgien                 | 86        | 86        | 86        | —         | —         | —         | —         | —         | 0DNF0  |